# 谢泰格莱西亚斯德托尔梅斯
谢泰格莱西亚斯德托尔梅斯，是西班牙卡斯蒂利亚-莱昂萨拉曼卡省的一个市镇。 总面积14平方公里，总人口171人（2001年），人口密度12人/平方公里。